# Christian Debuysschere
Christian Debuysschere (Jemappes, 21 luglio 1950) è un ex ciclista su strada belga, professionista dal 1971 al 1977, fu storico gregario di Eddy Merckx alla Molteni. Conta 7 vittorie tra i professionisti, tra cui il Tour du Condroz e un Giro dell'Alta Livenza. Ottenne inoltre un terzo posto al Trofeo Laigueglia del 1975.

## Carriera
Passato professionista nel 1971, partecipò a quattro Tour De France e due Giri d'Italia, sempre in qualità di gregario.
Tra i momenti salienti della sua carriera sportiva includono una tappa nella Settimana Catalana e la vittoria nella Tre Giorni delle Fiandre Occidentali.

## Palmarès
- 1971
- 1° al Gran Premio di Marbrers
- 1973
- 1° a Kustpijl Sint-Martens-Lierde
- 1° ad Anversa
- 1º Giro dell'Alta Livenza
- 1974
- Vincitore di una tappa della Settimana Catalana
- 1° a Deerlijk
- 1° a Meise
- 1975
- 1° al Tour du Condroz
- 1976
- 1º nel Circuito delle Ardenne Fiamminghe - Ichtegem
- 1° a Velaines

## Piazzamenti (parziale)

### Grandi Giri
- Tour de France

Tour de France: ritirato
Tour de France: ritirato
Tour de France: 61°
Tour de France: 68°
- Giro d'Italia

Giro d'Italia: ritirato
Giro d'Italia: ritirato

### Classiche monumento (parziale)
- Liegi-Bastogne-Liegi

1973: 29º
Liegi-Bastogne-Liegi 1974: 26°